# Pazar
Pazar (tur. lidově i Atina; řecky Αθήνα του Πόντου - Athina tu Pontu - "Pontské Athény" , starořecky Αθήναι - Athenai - "Athény") je město v Turecku, v historickém kraji Pontos, 37 kilometrů od města Rize.

## Dějiny
Město založili v 8. stol. před Kr. Řekové z města Milétos a pojmenovali ho po bohyni Athéně, stejně jako Atény v Řecku. Město bylo obýváno Pontskými Řeky až do roku 1923, kdy byly během řecko-turecké výměny obyvatelstva přesídleni do Řecka. Turci nato město přejmenovali na Pazar, což znamená bazar, ale jméno Atina se používá dodnes.